# Tạ Đức Trí
Tạ Đức Trí (sinh 1973), tên tiếng Anh thông dụng là Tri Ta, là thị trưởng của thành phố Westminster, California. Hiện tại ông là Dân Biểu hạ viện bang California đại diện hạt 70 ( đắc cử 2023).Ông trở thành người Mỹ gốc Việt đầu tiên được bầu làm thị trưởng một thành phố tại Hoa Kỳ sau khi ông thắng cử trong cuộc bầu cử vào ngày 6 tháng 11 năm 2012.

## Tiểu sử
Tạ Đức Trí sinh tại Sài Gòn. Theo ông kể, cha ông từng viết sách chống cộng sản cho nên bị bắt học tập cải tạo sau năm 1975, và mãi đến năm 1992 mới được cho phép xuất cảnh. Ông cùng gia đình định cư tại Hoa Kỳ năm 1992, khi ông 19 tuổi. Ông nhanh chóng học tiếng Anh và nhập học môn khoa học máy tính tại Đại học Tiểu bang California tại Los Angeles (Cal State LA). Tuy nhiên, ông đổi ý và chuyển hướng đến ngành khoa học chính trị, tốt nghiệp năm 1997 rồi làm việc cho dân biểu tiểu bang Jim Morrissey.
Từ năm 2006, ông là chủ bút của tờ nguyệt san Viet Salon, một tờ chuyên ngành nails.

## Hoạt động chính trị

### Hoạt động cộng đồng
Tạ Đức Trí có hơn 15 năm hoạt động trong cộng đồng người Mỹ gốc Việt tại miền Nam California. Ông gia nhập Tổng hội Sinh viên Miền Nam California năm 1998 và làm biên tập viên của báo Non Sông, tiếng nói của hội. Năm 2002, ông đắc cử vào Ban Đại diện Cộng đồng Miền Nam California và được đề cử vào chức vụ chủ tịch chấp hành trong 3 năm.

### Hội đồng thành phố
Năm 2006, ông ứng cử vào hội đồng thành phố Westminster vào năm 2006 và đắc cử với 5.929 phiếu.. Năm 2008, ông được chọn làm phó thị trưởng và phục vụ dưới cương vị này đến năm 2012. Cùng năm này, thành phố Westminster, với hơn 90.000 dân, trở thành thành phố Hoa Kỳ đầu tiên có đa số đại biểu hội đồng thành phố là người Việt.
Năm 2010, ông tái thắng cử với 7.964 phiếu, đứng đầu số phiếu trong các ứng cử viên.

### Thị trưởng
Ông ứng cử thị trưởng thành phố Westminster sau khi thị trưởng đương nhiệm Margie Rice tuyên bố về hưu. Ông đối đầu với 4 đối thủ khác, gồm có Al Hamade, Penny Loomer, Hà Minh Mạch, và Tamara Sue Pennington. Ông được xem là người dẫn đầu vì ông nhận sự ủng hộ của Margie Rice và các đối thủ của ông thiếu kinh nghiệm. Ông là đảng viên đảng Cộng hòa, nhưng chức vụ thị trưởng là một chức vụ phi đảng phái. Mặc dù lương thị trưởng thành phố chỉ khoảng $900 mỗi tháng và chức thị trưởng có quyền hạn rất hạn chế, và thành phố đang gặp vấn đề tài chính, việc một người Việt nắm giữ chức này được xem là có ảnh hưởng toàn quốc vì Westminster được xem là trung tâm của người Việt ngoài Việt Nam. Ông vận động dưới cương lĩnh đại diện cho mọi người, không chỉ người gốc Việt, và hứa hẹn sẽ duy trì các truyền thống của thành phố, như việc tưởng niệm Sự kiện 11 tháng 9, ngày Quốc kỳ, lễ thắp cây Nôel hàng năm, và diễn hành Tết Nguyên Đán.
Trong cuộc bầu cử, ông nhận được 11.861 phiếu tương đương với 44,6% số phiếu, cao hơn các đối thủ với số phiếu 7.677 (28,8%) cho Penny Loomer, 4.885 (18,4%) cho Al Hamade, 1.191 (4,5%) cho Hà Minh Mạch, và 998 (3,8%) cho Tamara Sue Pennington. Ông trở thành người Mỹ gốc Việt đầu tiên đắc cử,và là người gốc Việt thứ hai đảm nhiệm vai trò của thị trưởng của một thành phố tại Hoa Kỳ (trước đó John Trần đã từng làm thị trưởng thành phố Rosemead, California nhưng chức vụ đó không phải do bầu cử mà do các thành viên hội đồng thành phố luân phiên nắm giữ). Ông nhậm chức vào ngày 12 tháng 12. Với việc ông trở thành thị trưởng, ghế hội đồng thành phố của ông trống và thành phố có thể tổ chức một cuộc bầu cử mới hay bổ nhiệm một người khác để thay thế ông. Margie Rice, người mà ông thay thế trong chức vụ thị trưởng, được bổ nhiệm vào chức này.
Trong cuộc họp ngày nhậm chức của ông, hội đồng thành phố gia hạn vĩnh viễn việc thiết lập "vùng phi cộng sản" mà thành phố đã đưa ra vào năm 2004 để ngăn chặn các giới chức và phái đoàn của chính quyền Cộng hòa Xã hội chủ nghĩa Việt Nam đi ngang qua thành phố.
Cuối năm 2014, ông tiếp tục tranh cử và tái đắc cử nhiệm kỳ 2 với trên 85% số phiếu.
Trong cuộc bầu cử tổng thống Hoa Kỳ năm 2024, ông đã tuyên bố ủng hộ Donald Trump lên làm Tổng thống Hoa Kỳ.

## Đời sống cá nhân
Ông kết hôn với bà Đoàn Quế Anh, một dược sĩ và có hai con gái là Trí Anh và Trí Mỹ. Ông và vợ dùng chung bút danh "Đức Trí Quế Anh" và đã cùng xuất bản một số tuyển tập thơ, truyện ngắn, và triết học. Ông từng leo lên đỉnh Núi Whitney và có đai đen Taekwondo.

## Phát biểu
Về việc cấm cờ Cộng hòa Xã hội chủ nghĩa Việt Nam tại thành phố Westminster: "Sau 41 năm, trong khi nhà cầm quyền Cộng sản Việt Nam vẫn tiếp tục những hành động vi phạm nhân quyền, thì Westminster lại là một thành phố biểu dương sức mạnh đoàn kết cộng đồng của người Việt quốc gia tranh đấu cho tự do và dân chủ,". "Cá nhân tôi nhận thấy cần tái khẳng định quyết tâm này tại thành phố Westminster, nơi chúng ta hãnh diện là thủ đô của người Việt tị nạn cộng sản và chỉ công nhận lá cờ vàng ba sọc đỏ là biểu tượng của người Việt quốc gia," ông khẳng định.